# Inmigración china en Panamá
La inmigración china en Panamá se refiere al movimiento migratorio desde la región de China hacia Panamá. La comunidad china y sus descendientes tiene una población total de 135.000 habitantes (2003), es decir, 4% de la población panameña.

## Historia
La inmigración china a Panamá se formó en la segunda mitad del siglo XIX. El primer grupo de trabajadores chinos arribó al país el 30 de marzo de 1854 desde Canadá y Jamaica para trabajar en la construcción del Ferrocarril de Panamá.
A principios del siglo XX, llegaron también a desempeñar un papel crucial en otros sectores de la economía panameña; fueron propietarios de más de 600 tiendas de venta al detal, y se decía que el país entero dependía de las provisiones de sus tiendas. La comunidad enfrentó varios retos, incluyendo una ley de 1903 que los declaraba como «ciudadanos indeseables», un impuesto individual en 1913, una ley en 1928 que exigía que presentaran una petición especial para convertirse en ciudadanos panameños, y la revocatoria de su ciudadanía bajo la constitución de 1941 promulgada por Arnulfo Arias. Sin embargo, su ciudadanías fueron restauradas en 1946 bajo la nueva constitución que declaraba a todas las personas nacidas en Panamá como sus ciudadanos. La inmigración durante los años 60 y 70 disminuyó, pero reanudó durante la reforma y apertura de China, cuando el gobierno de Deng Xiaoping suavizó las restricciones migratorias. Los barrios chinos más antiguos, como el de Salsipuedes, han perdido su importancia recientemente para la comunidad china.[cita requerida]
El censo panameño de 1911 había registrado 2003 chinos, de los cuales 1942 eran hombres y 61 mujeres, representando el 5,1% de la población extranjera, el tercer grupo de inmigrantes en Panamá tras los británicos afrodescendientes de las Antillas y los colombianos.
Aunque fueron descritos como «colmena» de actividades en los años 50 y 60, la apertura de grandes almacenes por departamentos redujeron la importancia de la venta a detal en las tiendas de los chinos, y a medida que pasaban los años, muchas de estas tiendas fueron cerradas; muy pocos comerciantes de productos chinos permanecen en el área, administrados por inmigrantes recientes. El censo panameño de 1950 registró la disminución de la población de origen chino. En los años de la dictadura de Manuel Antonio Noriega, muchos chinos emigraron del régimen dictatorial a Colombia y/o Estados Unidos (donde viven poblaciones de chinos e hispanos).[cita requerida]

## Siglo XXI

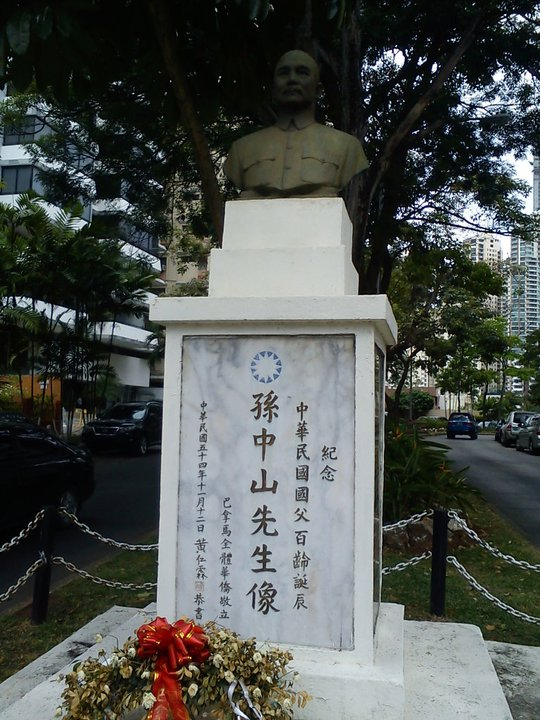
Monumento a Sun Yat-sen en la Ciudad de Panamá.

Se estima que en el año 2003, la población panameña descendiente de chinos era de entre 135.000 y 200.000 habitantes, convirtiéndose en la mayor comunidad de ascendencia china en América Central; estando representada por 35 diferentes organizaciones. Esta población incluye 80.000 nuevos inmigrantes procedentes de la parte continental y 300 de Taiwán, es decir el 99% son de origen cantonés. En su mayoría, los recién llegados hablan con fluidez el mandarín y hakka.[cita requerida]
En 1990, después de protestas estudiantiles en Pekín, aumentó la emigración de chinos continentales a Panamá a través de la Región Administrativa Especial de Hong Kong con visas temporales y permisos de residencia de corto plazo. Se calcula que la afluencia de inmigrantes chinos estuvo entre los 9.000 y 35.000.  La última ola de inmigrantes son menos cultos que los que vinieron antes, y su presencia ha causado conflictos entre la comunidad china. Las tensiones también surgieron debido a factores externos; el gobierno de la República Popular China compite con el gobierno de la República de China (Taiwán) por la influencia entre la comunidad china local, esperando obtener reconocimiento diplomático formal por parte del gobierno panameño. Por su parte, la República de China hace donaciones millonarias al gobierno panameño.
Mediante la Ley número 32 de 2014, se creó el Consejo Nacional de la Etnia China, adscrita al Ministerio de Desarrollo Social, compuesta de nueve miembros, seis de los cuales son de origen chino, el primer Secretario del Consejo es Juan Tam, y los representantes del Ministerio de Desarrollo Social (MIDES), Ministerio de Educación (MEDUCA) y el Instituto Nacional de Cultura (INAC), ahora Ministerio de Cultura.
En Panamá aún hoy radican ciudadanos chinos. La mayoría de sus descendientes han contribuido al desarrollo económico de Panamá e incluso algunos ocupan cargos gubernamentales en el gobierno panameño.